# 青年雕像

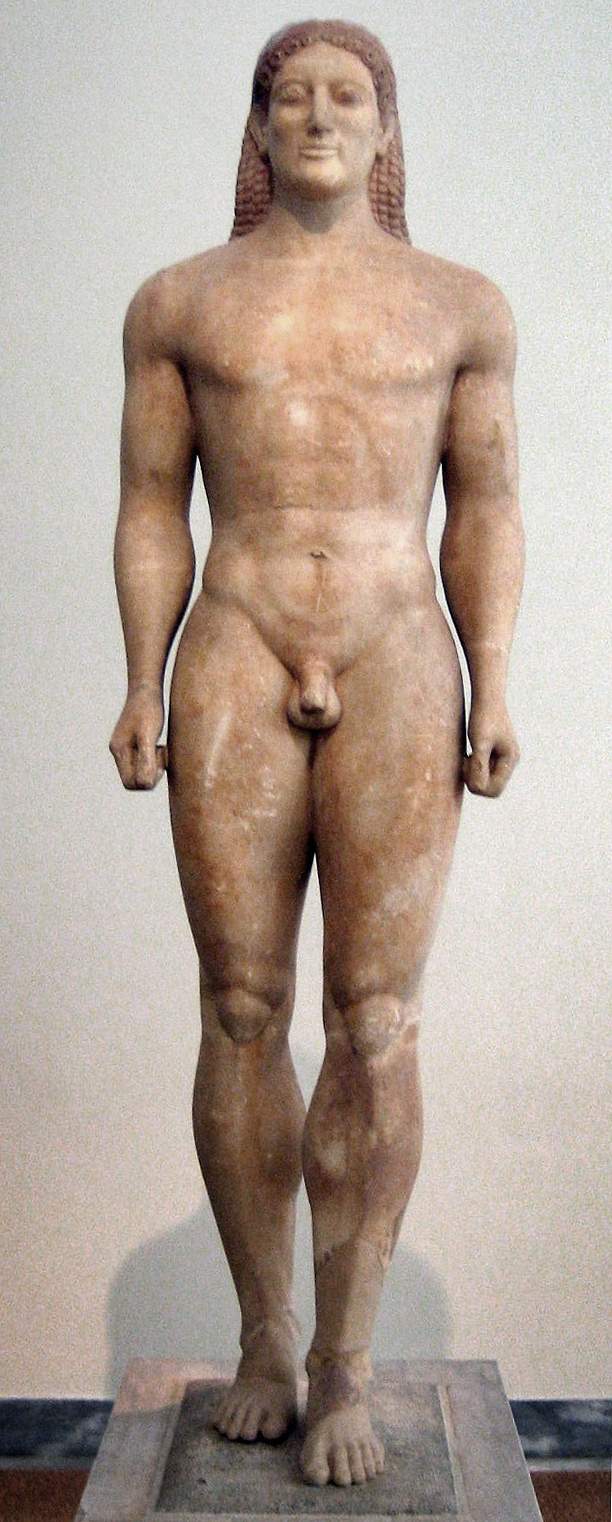
克罗伊索斯青年雕像, c. 530 BC

青年雕像（希臘語：κοῦρος，复数为kouroi）是一个现代词汇 用于描述自力支撑（free-standing）的古希腊雕塑。这类雕塑最早发现于古风时期，代表裸体男性青年雕像。在古希腊，“kouros”意为年轻的男孩，大多数情况特指贵族阶级的。尽管青年雕像在整个古希腊领土上都有发现，但主要还是集中在阿提卡和维奥蒂亚州。 “Kouros”这个术语最早由V.I.列奥纳多于1895年描述阿波罗，一个有关凯拉泰阿的年轻人用的。而后于1904年被Henri Lechat泛用于描述通常的男子形象。类似的雕像在希腊与地区被大量发现，主要集中于阿波罗的圣所中，而其中最大的雕像群位于维奥蒂亚州，Ptoion的阿波罗圣所，并于其中发现了超过一百件雕像。 这些自力支撑的雕塑大都为大理石材质，但也有小部分为石灰石，木制，青铜，象牙和陶瓦。它们通常为真人比例，但一些早期作品也有大至3米高的雕像。
与青年雕像相对应的是少女雕像，英文为kore，少女雕像。

## 词源
在古希腊，“kouros”意为年轻的男孩，大多数情况特指贵族阶级的男孩。 当一个青春期的男孩成长为一个男人后，作为一个成年的“kouros”，他可以开始加入兄弟会(φρατρία)， Apellaios是举行这些仪式的月份，阿波罗 (Apellon) 则被称为”megistos  kouros“，意为伟大的“kourous”。

## 制造目的

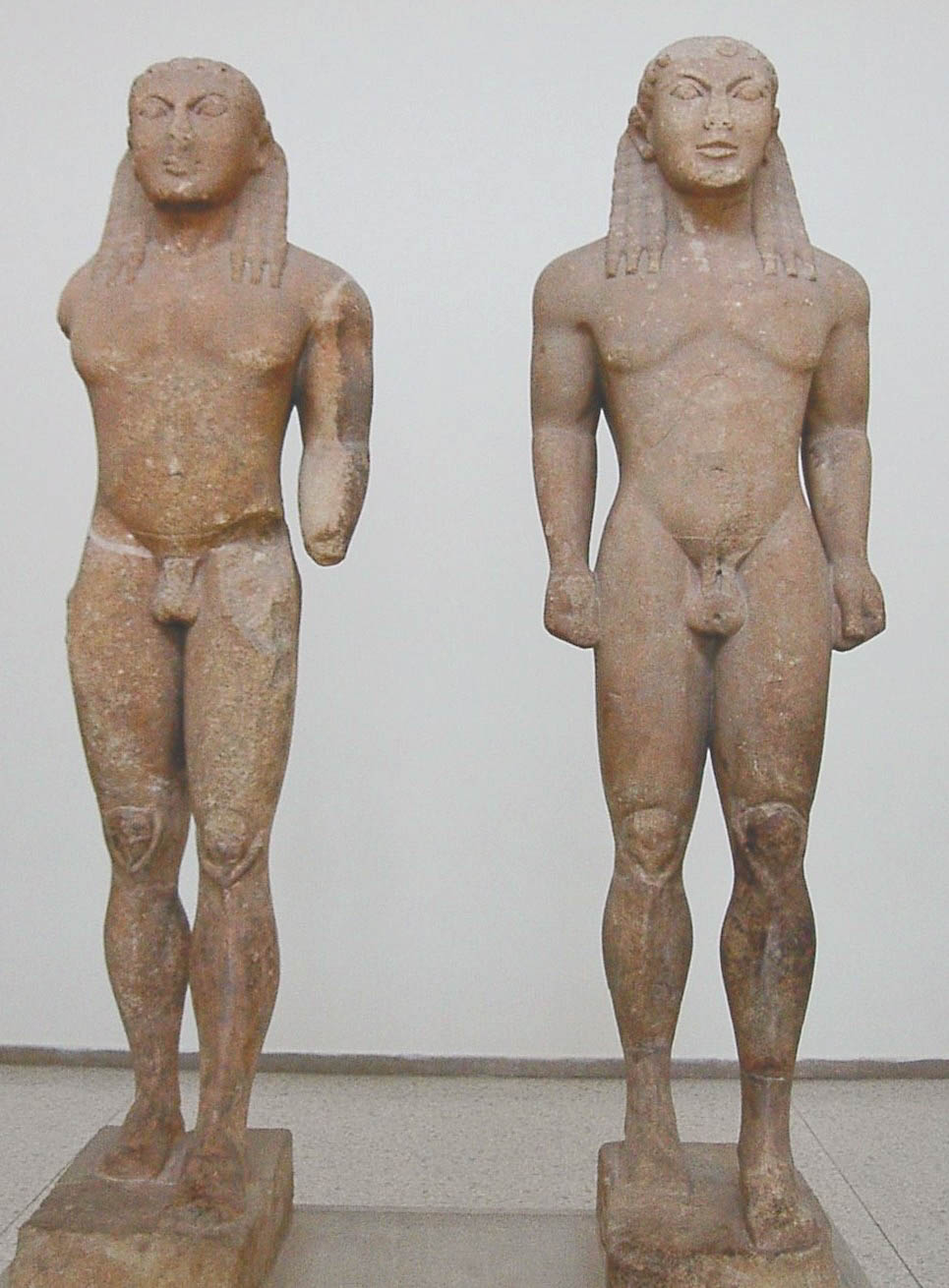
克琉比斯和比同，发现于德尔斐考古点，现藏于 德尔斐考古博物馆

青年雕像的出现对应了几种相应的功能需求。青年雕像曾被认为只用来代表太阳神阿波罗，正如在恳求者面前的花瓶画上所描述的一样。青年雕像和阿波罗的关系被萨摩斯岛上，由狄奥多罗斯创作的皮媞亚-阿波罗雕塑上的描述所支持。 正如“埃及风格，双臂置于两侧，双腿分开“。然而并不是所有的青年雕像都是神像，很多的青年雕像发现于墓地中，并很有可能是被当作了墓地标志或墓碑，或者被当作在游戏中获胜者的奖励（像奖杯），青年雕像还曾被当作神的祭品，(保萨尼亚斯将该类雕塑描述为阿奇恩，一种奥林匹克运动，潘克拉辛，作为青年雕像姿势的一种)， 因为有一些青年雕像是在阿波罗的圣所中被发现的。事实上，一些置于神的圣所的青年雕像上刻的不是神的名字，而是凡人的，比如'德尔斐双子'，克琉比斯和比同，他们应为他们的虔诚感到荣幸，因为他们的名字得到了相应的青年雕像对应。
关于古埃及雕塑(特别是荷鲁斯的雕像)是否对青年雕像有着直接影响是一个已经提出很久的猜想，因为古希腊和古埃及之间的贸易和文化关系被证实从公元7世纪中期起就存在了。在1978年一项由 Eleanor Guralnick 发起的项目将摄影测量法和聚类分析应用于许多古希腊和古埃及雕塑，并发现了关于埃及第二十六王朝的第二加农（Second Canon）和古希腊青年雕像有某种关系，而这种关系广泛分布在大量雕塑作品中，但并不普遍。

## 起源与进化

来自埃及第二十六王朝的雕像，与早期青年雕像十分相似，卢浮宫 E5345。

作为古希腊雕像的一部分，青年雕像的发展不可避免的与古希腊雕像整体发展紧密相连。早期的带达理克（Daedalic）式雕塑有两个学派，其中一些只能从古代文学中了解到它们的名字，比如 kolossos, bretas, andrias 和 xoanon 等等，在公元6世纪左右成为了自立支撑式雕塑；即是对希腊风格和宗教内部发展所做出的回应， 或是被异地文化影响的产物。其中外部因素对安那托利亚，叙利亚等地文化影响最深远的当属埃及。据了解，在七世纪中叶古希腊建立外贸城市諾克拉蒂斯之前，希腊人与埃及已有有长期的贸易关系， 解释了希腊是从何处学到埃及式雕塑技巧的。
Guralnick的工作成果以及Erik Iversen和Kim Levin先前的研究 大大增加了希腊雕塑家模仿埃及雕塑的讨论热度。埃及第二十六王朝时期雕塑的经典雕塑比例系统是由一个二十一右四分之一个部分（称之为格子）组成的，其中从脚底到双眼连线的距离是二十一格。这些格子在雕刻时被应用于协助定位人体的各个内脏，肌肉位置，相当于辅助线的功能。艾佛森（Iversen）表示纽约青年雕像正好符合这个比例。该发现是Guralnick通过对其他青年雕像，尤其是埃及佳能二世的形体数据的聚类分析和标准分数与地中海男子平均形体的比较，从而发现了这一点。后来她又对公元六世纪的两个少女雕像进行了相似的算法和比较，并发现大多数此类雕像都试图向理想的人类完美形体发展。

## 象征与含义
青年雕像是没有胡子，摆出一种死板的前进姿势，并且大部分都是裸体的雕像。 和埃及雕像对比来看，希腊的青年雕像通常会伸出左脚，表示走路的姿态，但这些雕像看起来要么只会站在原地，要么看起来能拔腿就走。一小部分早期青年雕像腰部会戴有腰带，但这种做法在公元六世纪消失了。这种腰带在传统上被认为是一种符号，代表了更为复杂的服饰， 但全身覆盖服装的雕塑也出现过，这意味着雕塑家们不是只是为了把复杂的服饰缩减为一个符号，而是腰带这个符号本身象征着某种特殊的含义。艺术史学家Brunilde Ridgway在她1977年写的The Archaic Style in Greek Sculpture中提出，这种腰带可能代表阿波罗，运动员或者魔法力量的某种象征，但直至现在这个符号本身的意义仍然模糊。另外，还有一个有争议的问题是青年雕像的“裸体”是否代表着某种象征或者属性。如同之前提到的，裸体可以代表运动员或者英雄的裸体状态：“他在角力学校现身，使青年不朽”，但人们至今没有发现任何有关于奥林匹亚或者运动器械的例子。
除了在德尔福的阿波罗圣所，德罗斯和Mt.Ptoion发现的青年雕像外，在萨摩斯岛的赫拉神殿，苏尼翁的雅典娜和波塞冬神殿中也发现了相似的雕像，因此青年雕像是因为阿波罗相关原因而雕刻这一假说是有问题的。虽说如此，但大多数青年雕像还是在阿波罗圣所内发现，并被确认是献给阿波罗的，这导致里奇韦（Ridgway）在公元七世纪将早期带有腰带式的青年雕像引入并取代更早的直立式雕像以用于代表阿波罗。 随着时间的推移，雕塑的供奉和丧葬功能开始淡化，其内在属性也被抛弃，雕塑形式和功能变得更加通用。到公元6世纪末为止，青年雕像已经发展到可以根据不同的环境和地点提供不同功能和意义了。 该“多元论”最初由历史学家让·杜卡特（Jean Ducat）提出， 由艺术史学家安德鲁·斯图尔特（Andrew Stewart）整理阐述。斯图尔特认为青年雕像与贵族分布有着直接关系，因为青年雕像的分布模式和古希腊贵族分布大相径庭。他认为这种神圣性和纪念性相互交替呈现的雕塑是对不朽贵族美德的认同。

## 发展史
现存最早的青年雕像例子可能是位于提洛岛的艾欧尼克圣殿（Ionic sanctuary）的两个真人大小大理石雕像， 鉴定为约公元7世纪第后半页制作的。在古典希腊时期开始前，青年雕像早期有它们的一套雕刻标准，而到古典时期开始时，古希腊雕塑家们对解剖学已经有了很深的理解，并开始有了自然主义的初级形态。 两种形态的转变可以在其过渡作品克雷提奧斯的少年（公元480年）身上看到。
青年雕像的起源年代不详，事实上，没有一类雕塑有着确切的起源时间。此外，当时学院的同质性也很强：当一个学院有了解剖学进展时，这些知识会迅速在各个研讨会中讨论，并散布至各个学院，以至于“区域差异被转化成为了共同进步”。 因此，我们现在使用由Gisela Richter所作的相对年代来划分青年雕像的发展史。她通过一些共同的解剖学特点将其划分为六个组，特别是比如écorché右边所示的肌肉群的区别。

### 苏尼翁雕像群
公元前615–590年: 这个日期是暂定的，大约在公元前七世纪末，六世纪初，由Richter从之前日期更准确的泰内亚–佛罗满萨雕像群推断出发展周期，以此推断出该组青年雕像的大概发源时间。此外，她还指出了该年代雕像与黑彩陶器的相似之处, 特别是涅索斯双耳罐 及其奔马双耳罐上的人像尤为相似。. 她还认为七世纪后四分之一部分New York-Sounion kouroi和early Corinthian pyxis之间的相似之处。当时值得一提的作品包括纽约青年雕像 (Met 32.11.1), 德米斯和克缇罗斯（Dermys and Kittylos， 雅典國家考古博物館 56号), 德尔斐双子 (德尔斐博物馆 467及1524号),苏尼翁青年雕像，以及帝洛斯巨人（Delos colossus）。
这个时期雕塑的主要特点是抽象及偏向几何外形的，它们象征了类似建筑结构的设计理念与凌驾于现实主义之上的表现主义部分的关系。这些雕塑所展现的四个面大体由立方体构成，却又不缺失细节，这些细节表明了这个时期的雕塑家们对人体解剖学一知半解。他们的试图将其塑造成和谐而又富有表现力的雕像，以至于其人体形态不合常理。苏尼翁青年雕像的躯干主要分为四面，切都表现扁平，其腰部以上的背面部分和脊柱对齐一起形成一条直线。雕塑颅骨的形态显示其雕塑表现形式并没有发展成熟：头颅的背面和顶部经常是扁平的。耳朵直接在平面上挖出来，且非常抽象。

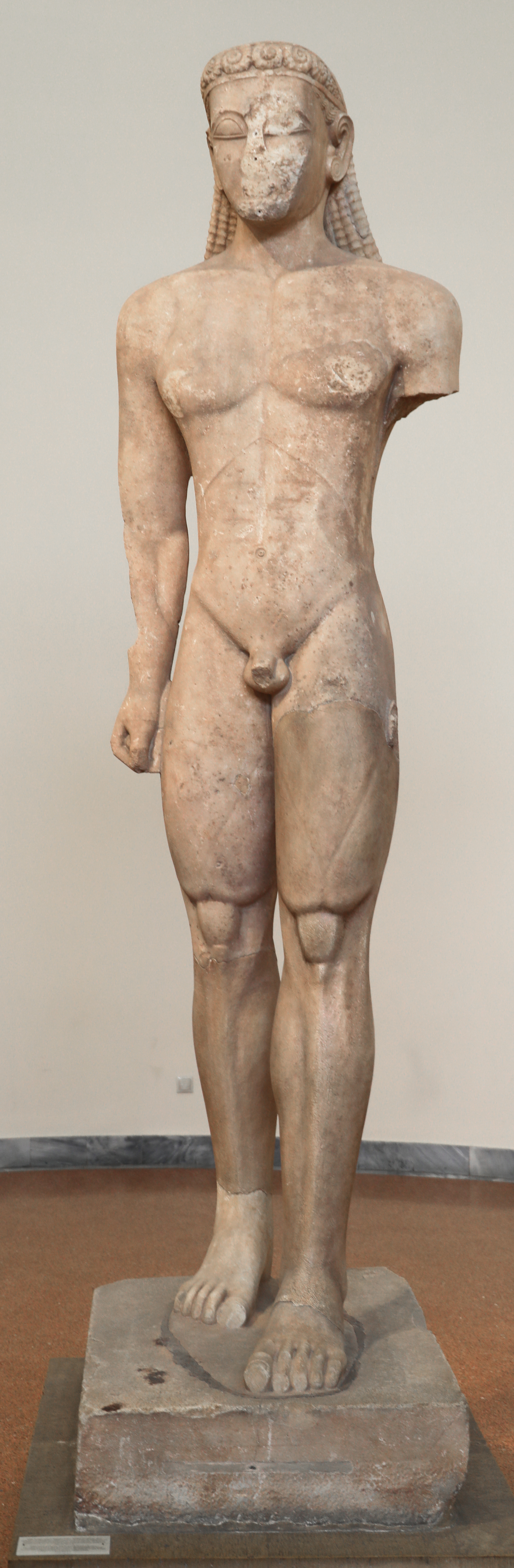
苏尼翁青年雕像, NAMA 2720
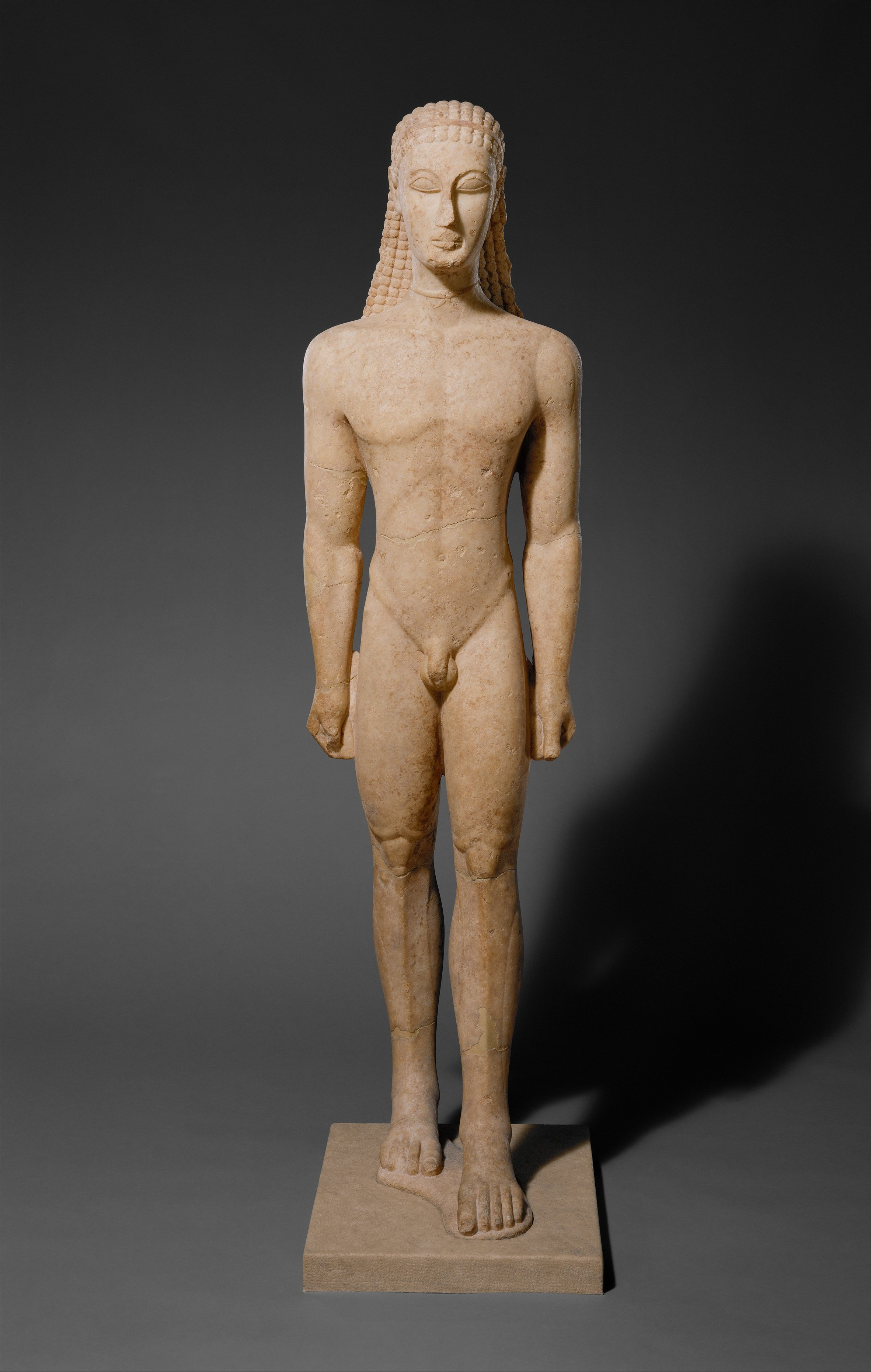
纽约的库洛斯雕像, 大都会艺术博物馆32.11.1
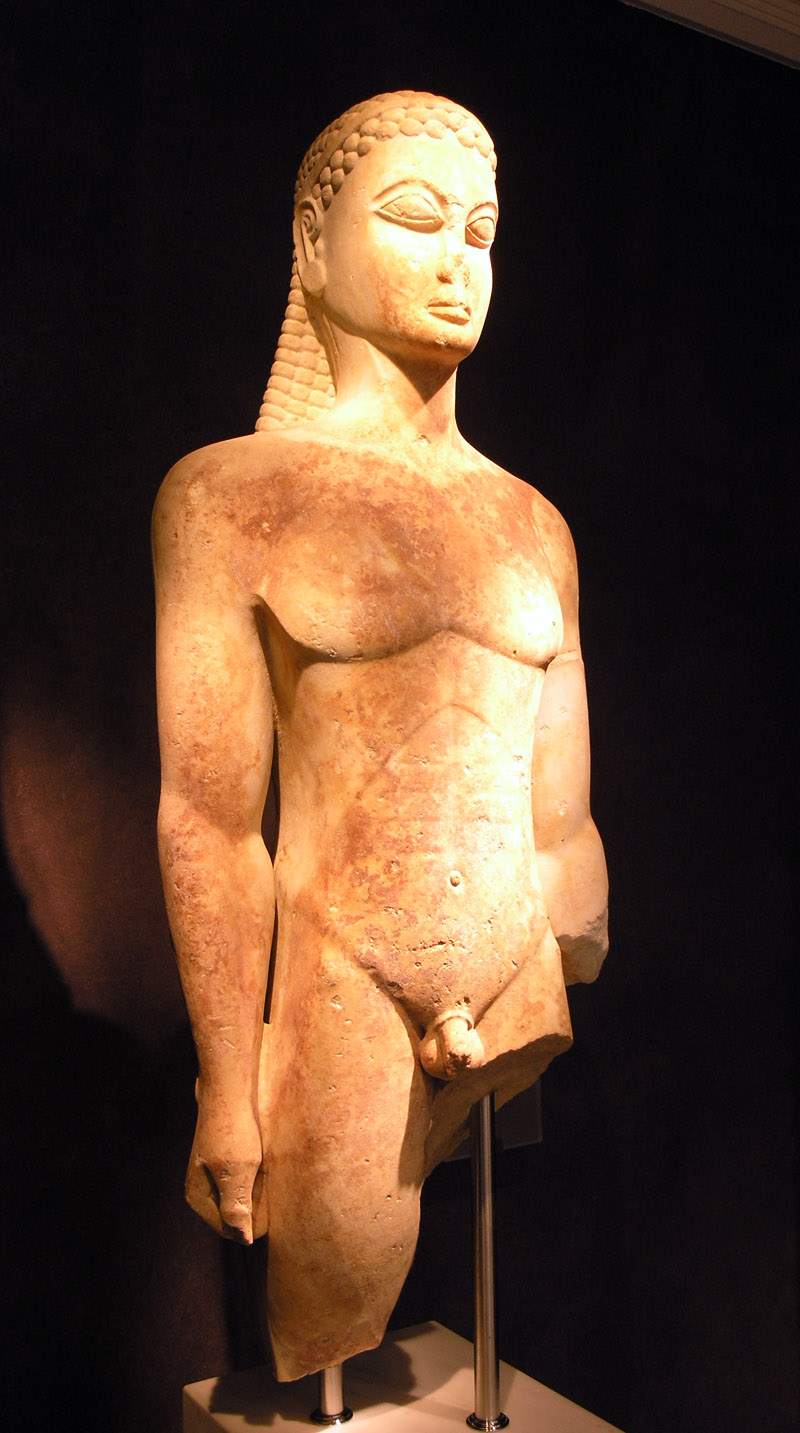
KAMA
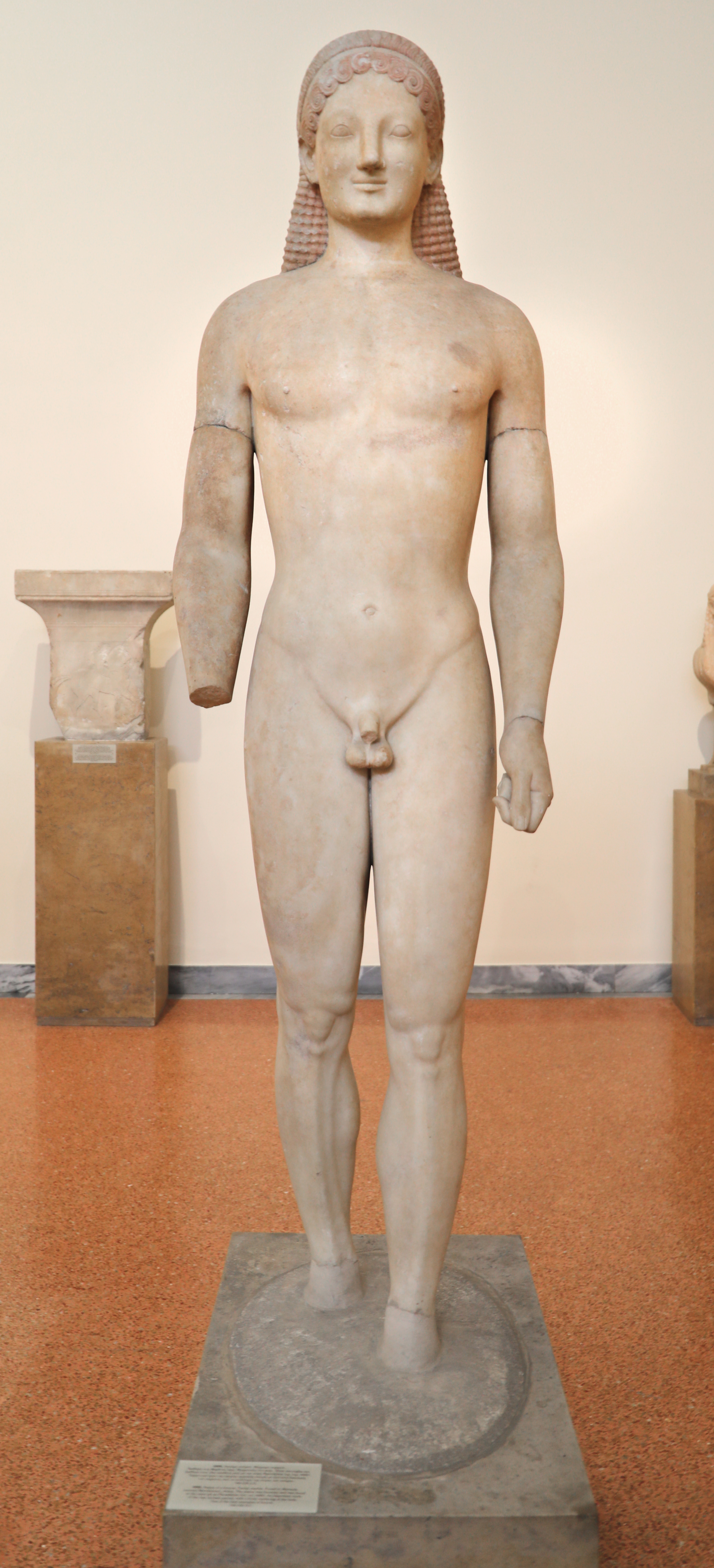
Athens, NAMA, 2720

### 奥尔霍迈诺斯–锡拉雕像群

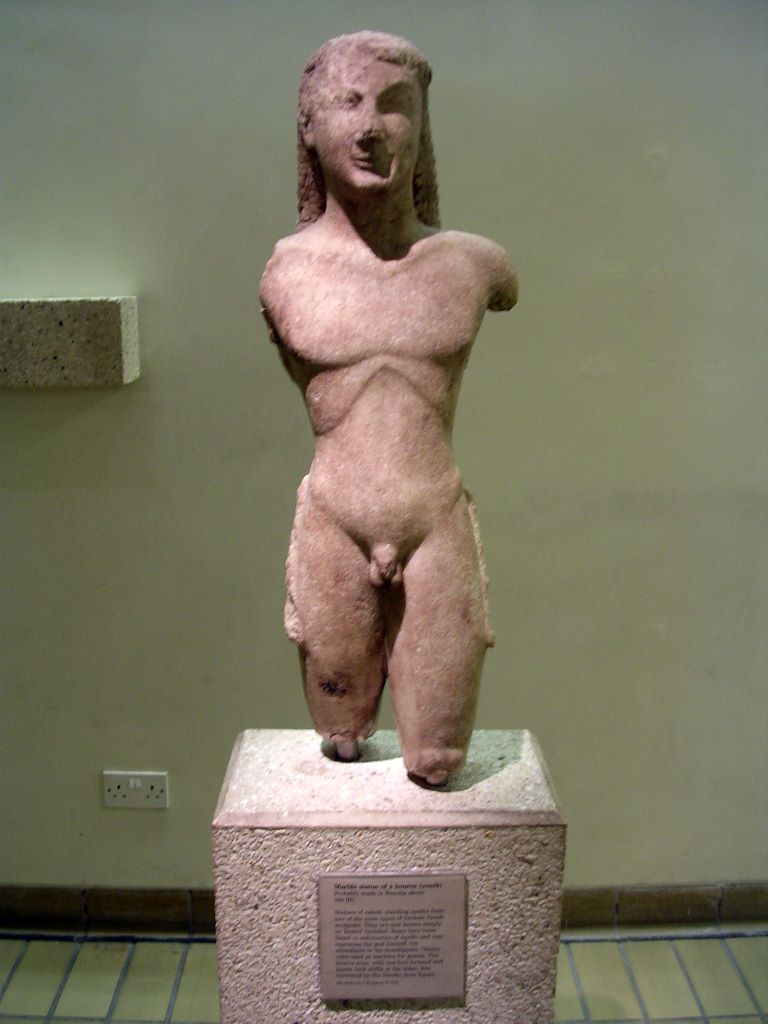
British Museum, BM474, London.
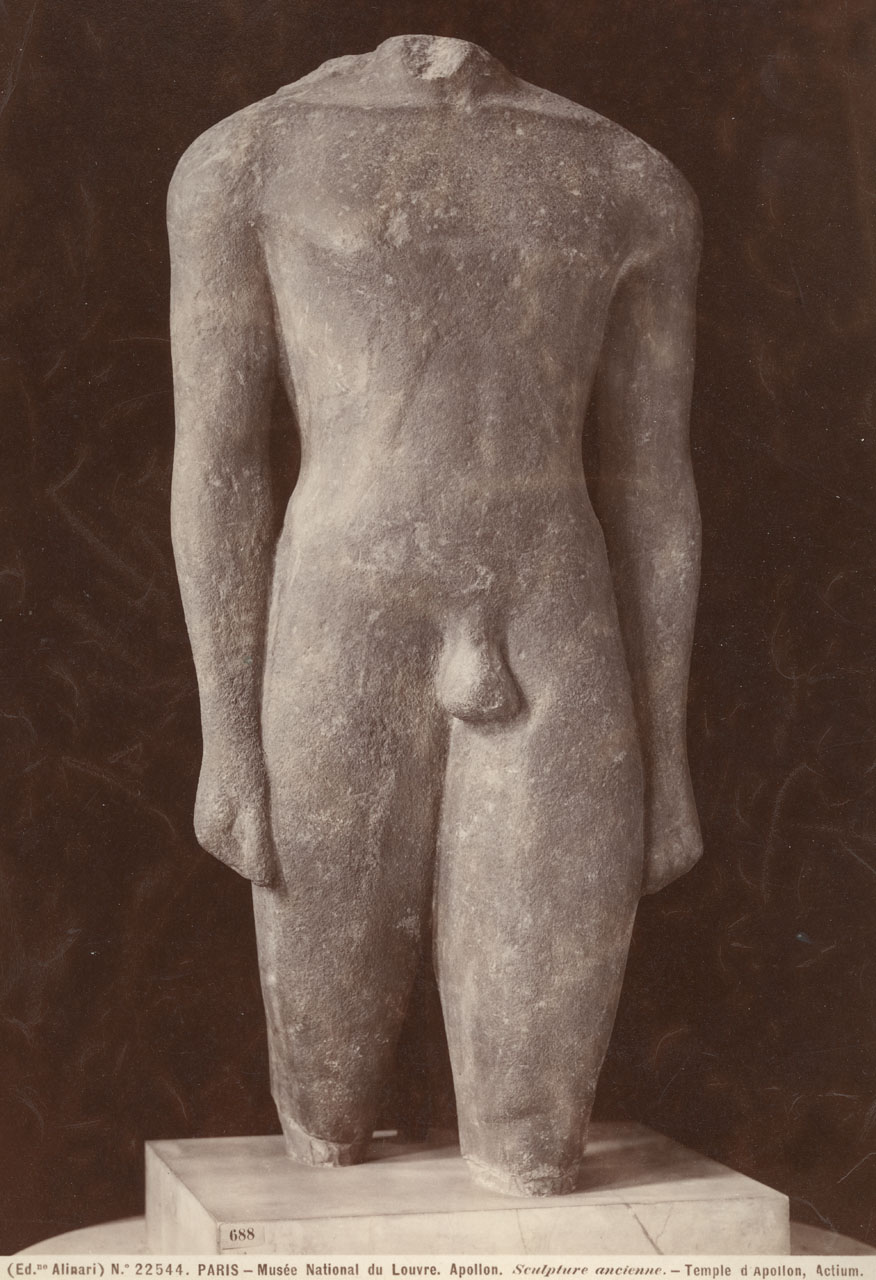
Louvre, MNB 767.
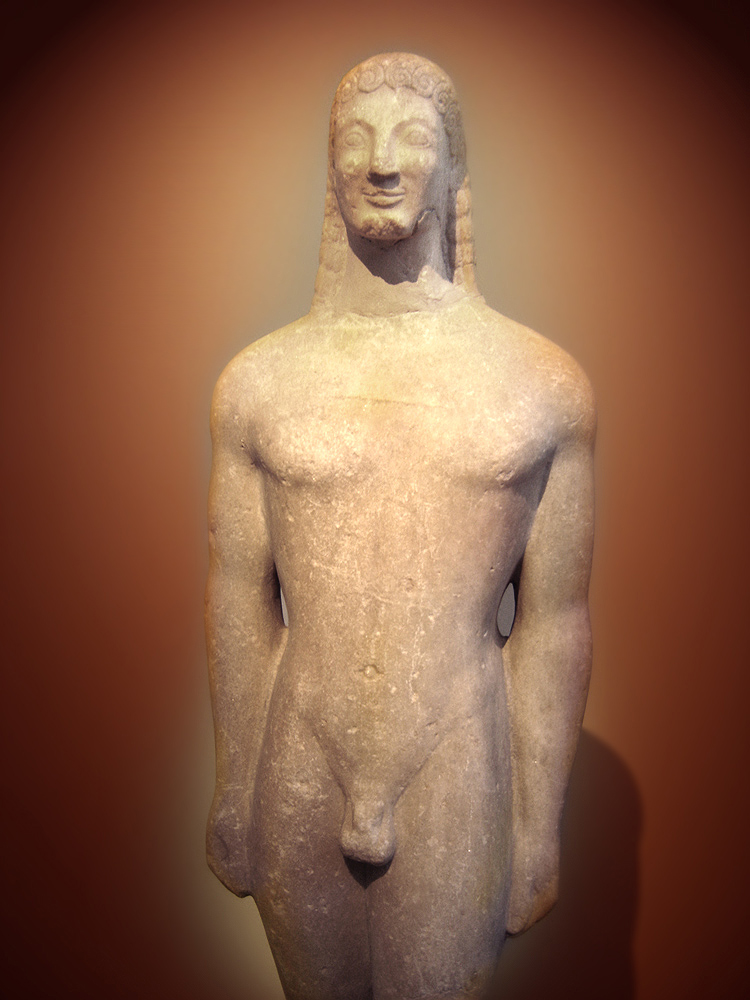
NAMA 8, from Thera.

### 泰内亚–佛罗满萨雕像群

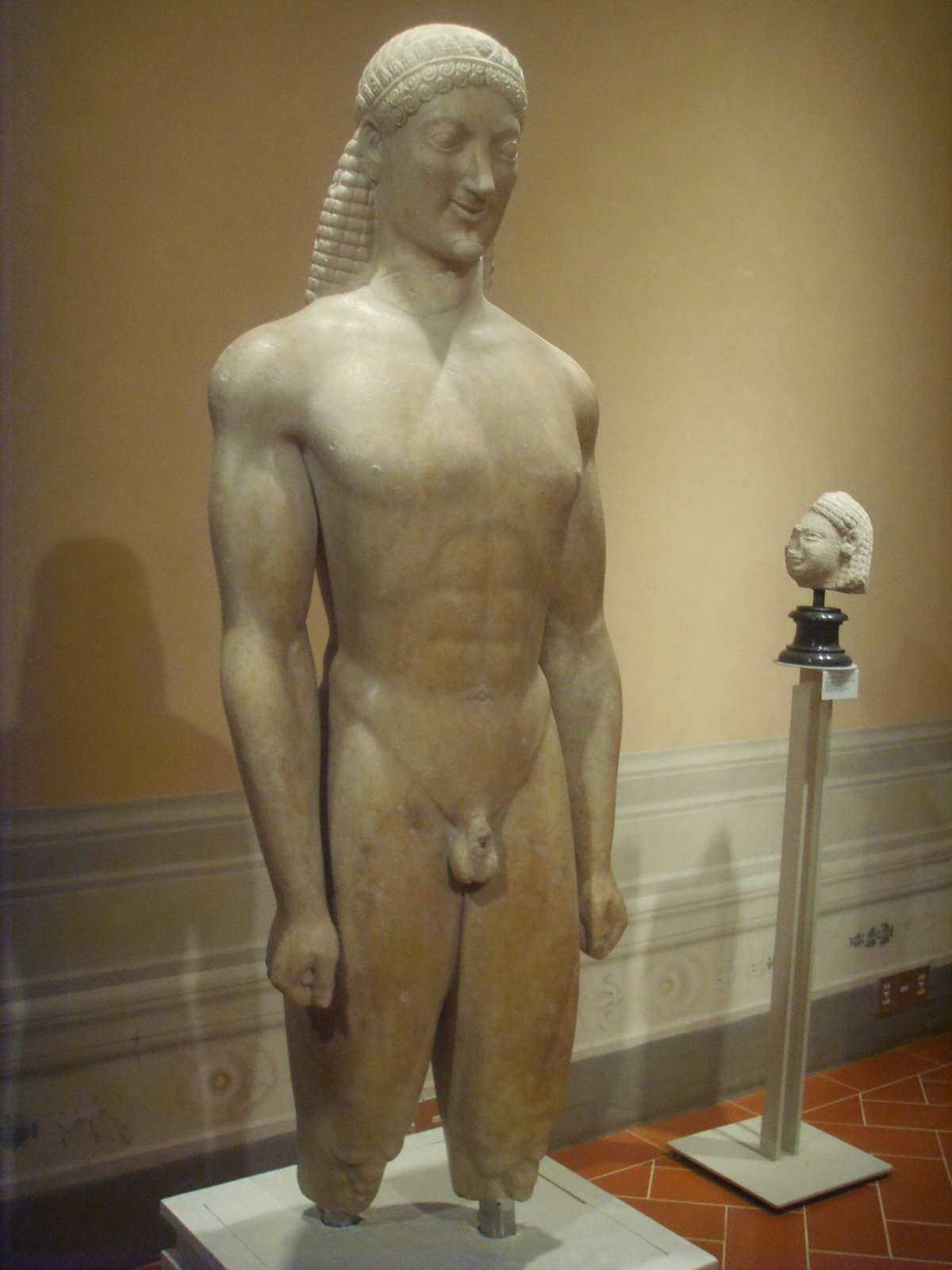
Milani kouros, Florence Museo Archeologico, Richter（英语：Gisela Richter） 70.
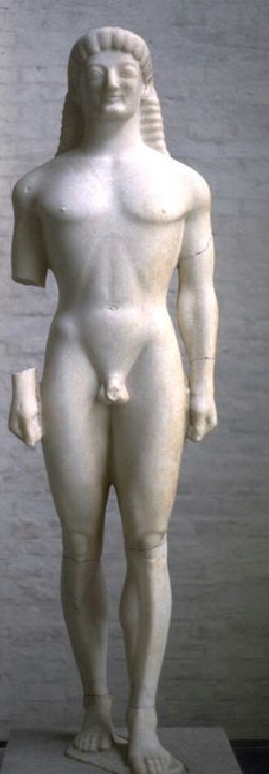
泰涅亚的库洛斯, 慕尼黑168.

### 米洛斯雕像群

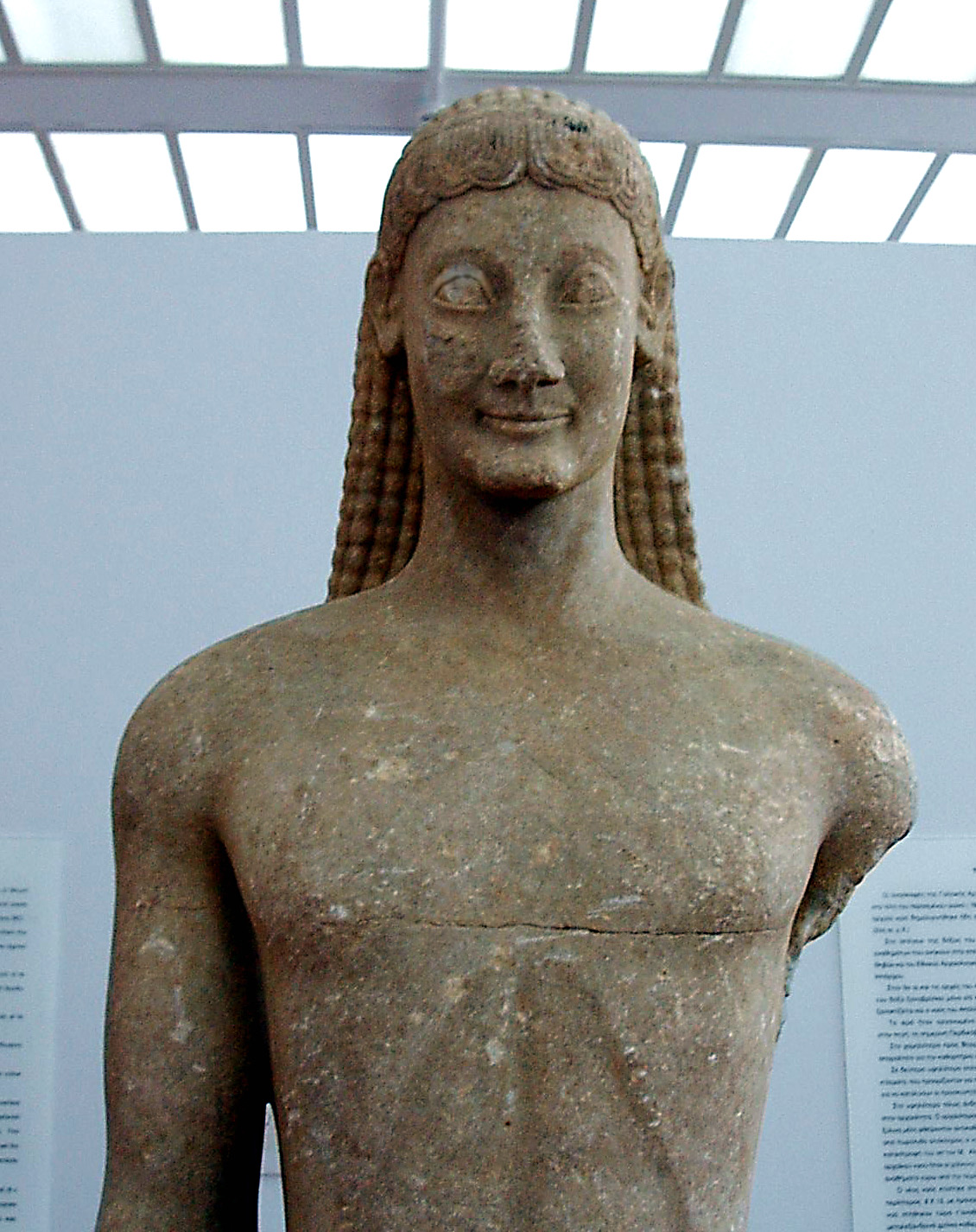
Thebes 3.
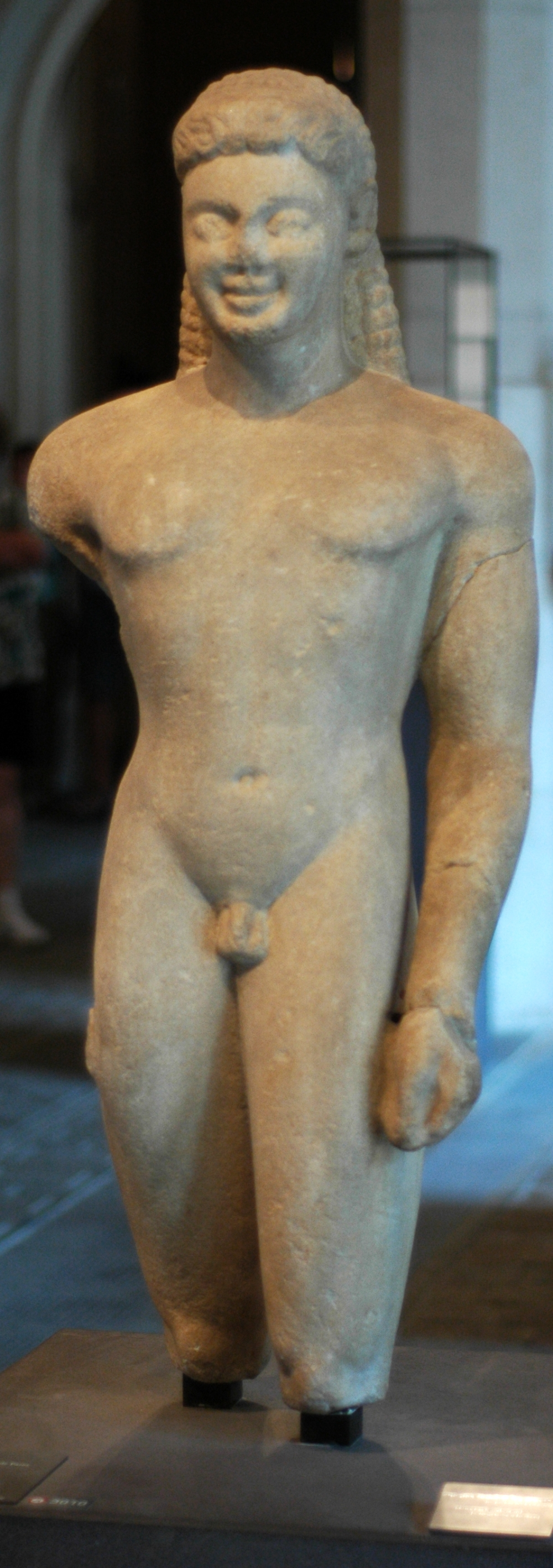
Ascleeion kouros, Louvre

### 阿纳维索斯–皮通12雕像群

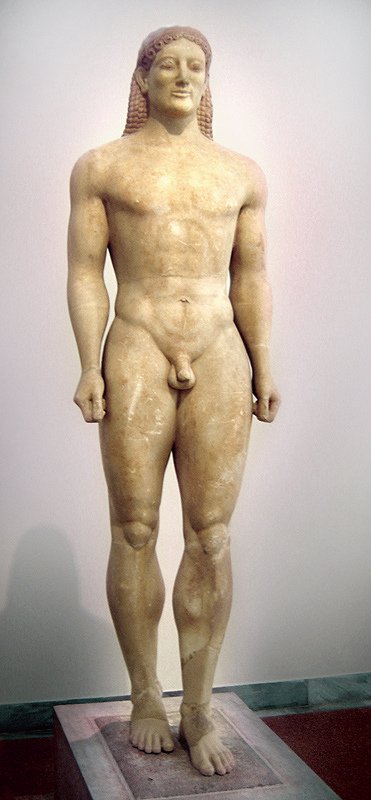
克罗伊索斯青年雕像
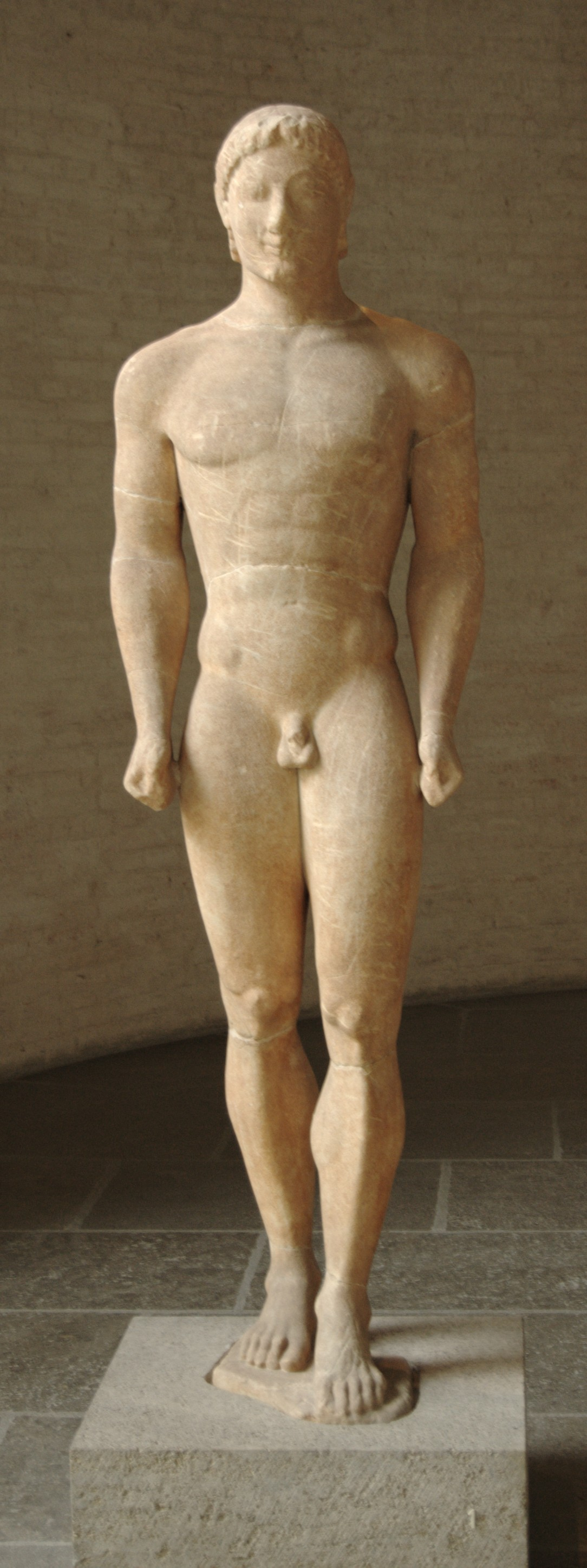
慕尼黑的库洛斯
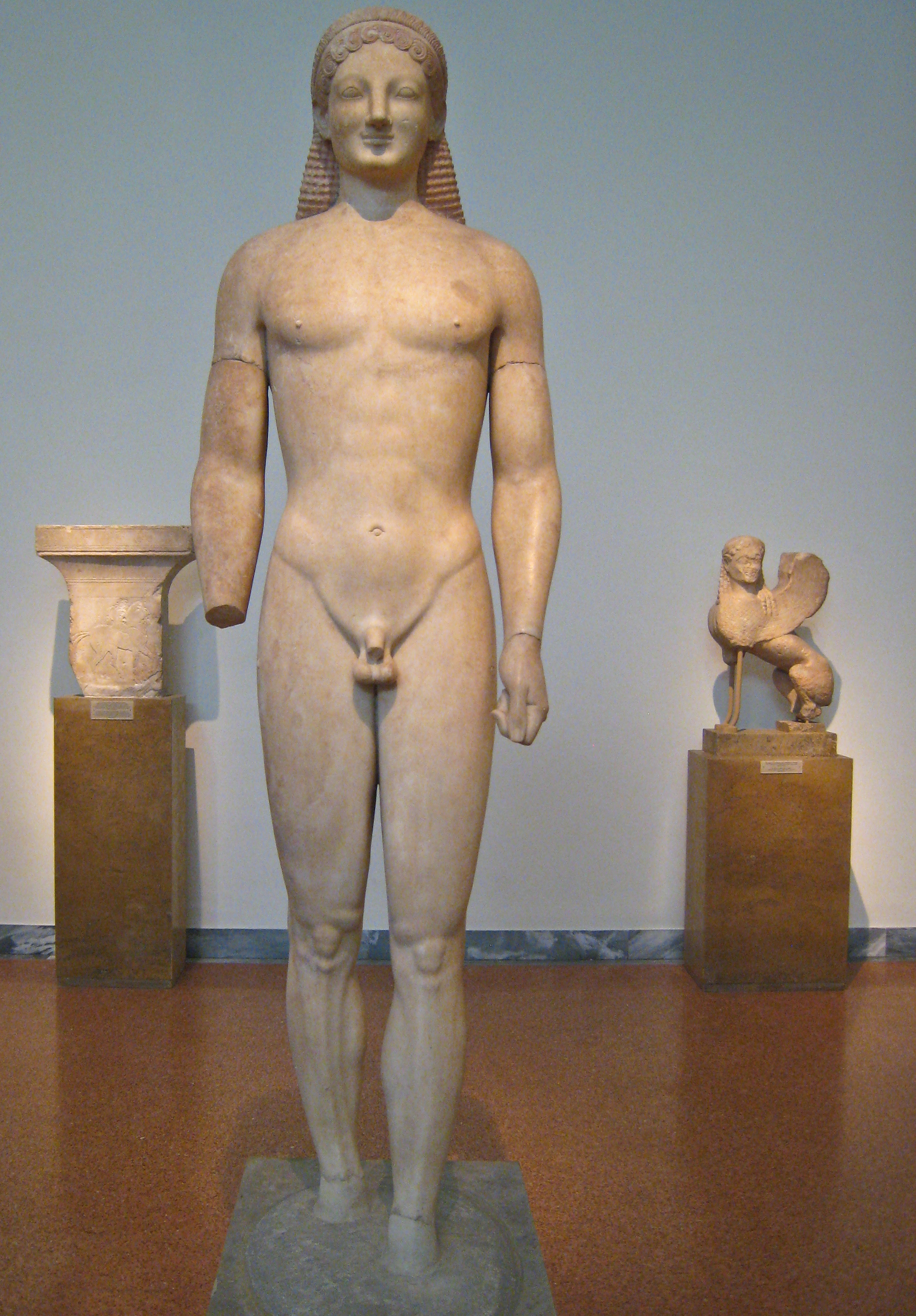
Athens, NAMA 4890, Kouros from Merenda.

### 皮通20雕像群

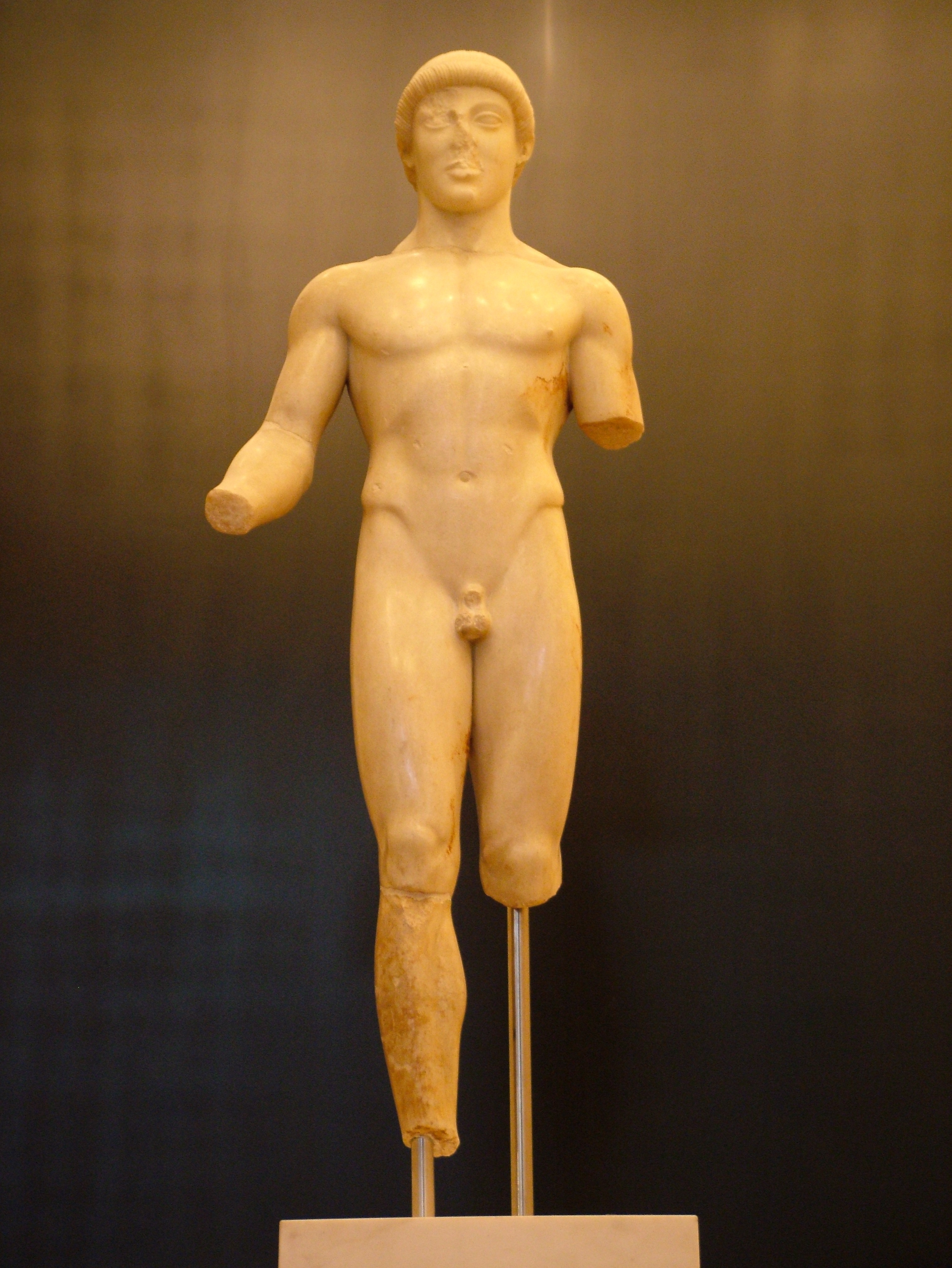
Agrigento ephebe, Richter 182.
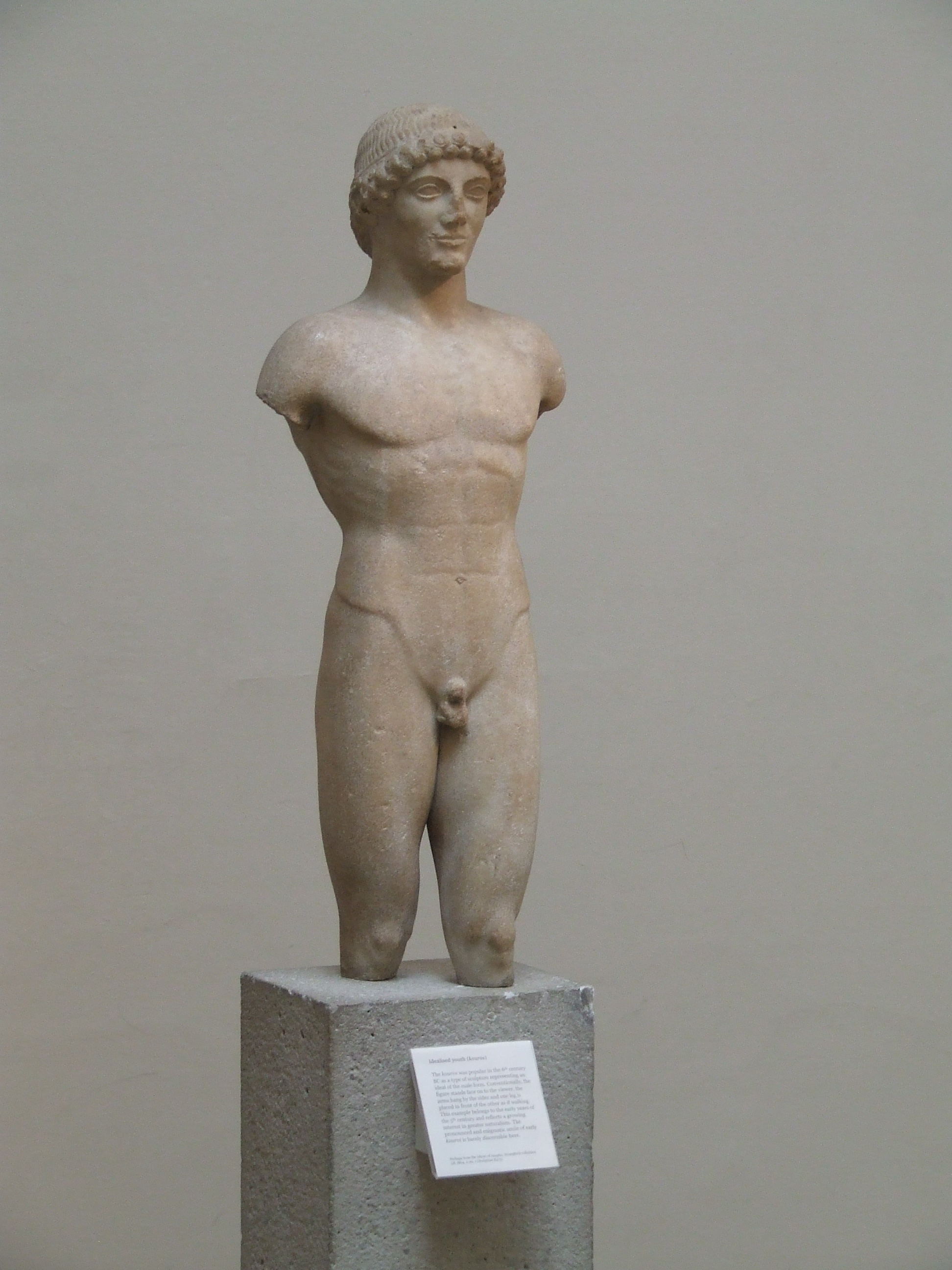
BM B475, from Anaphe (?).
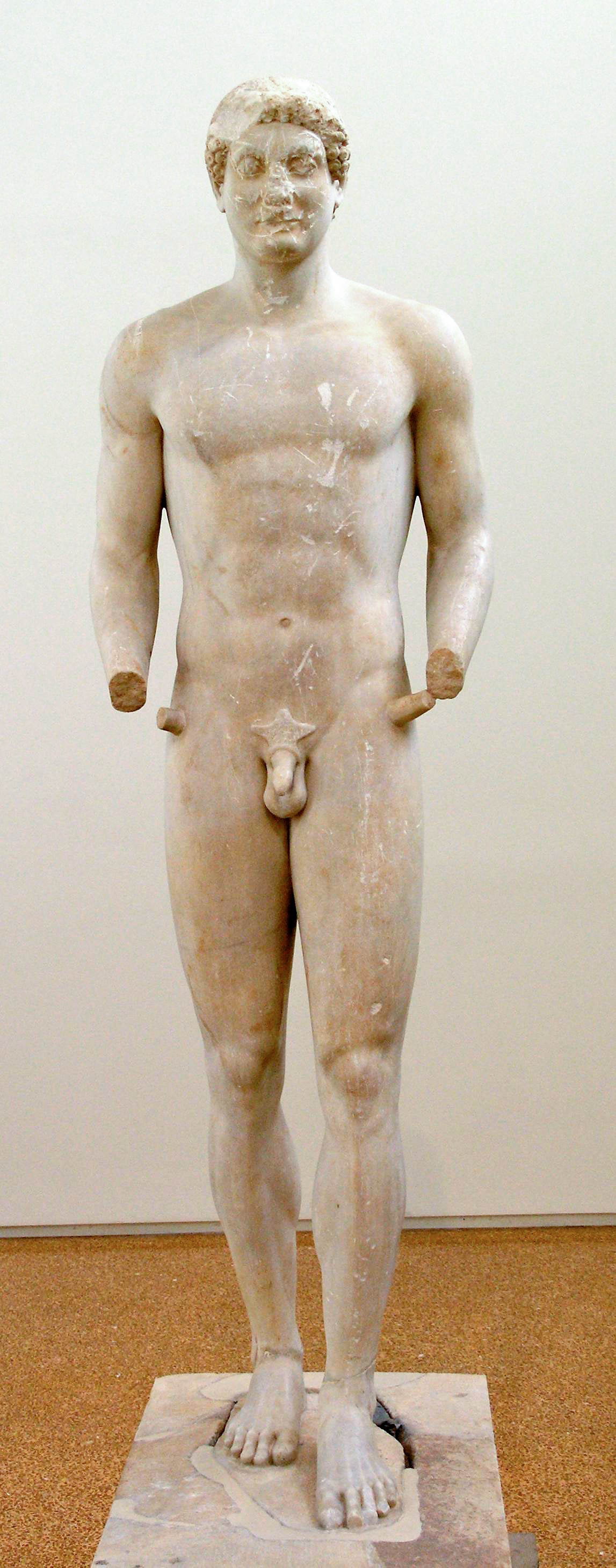
Late Athenian Aristodikos Kouros
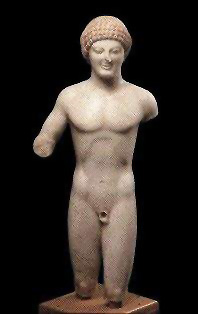
Kouros of Reggio, Calabria.
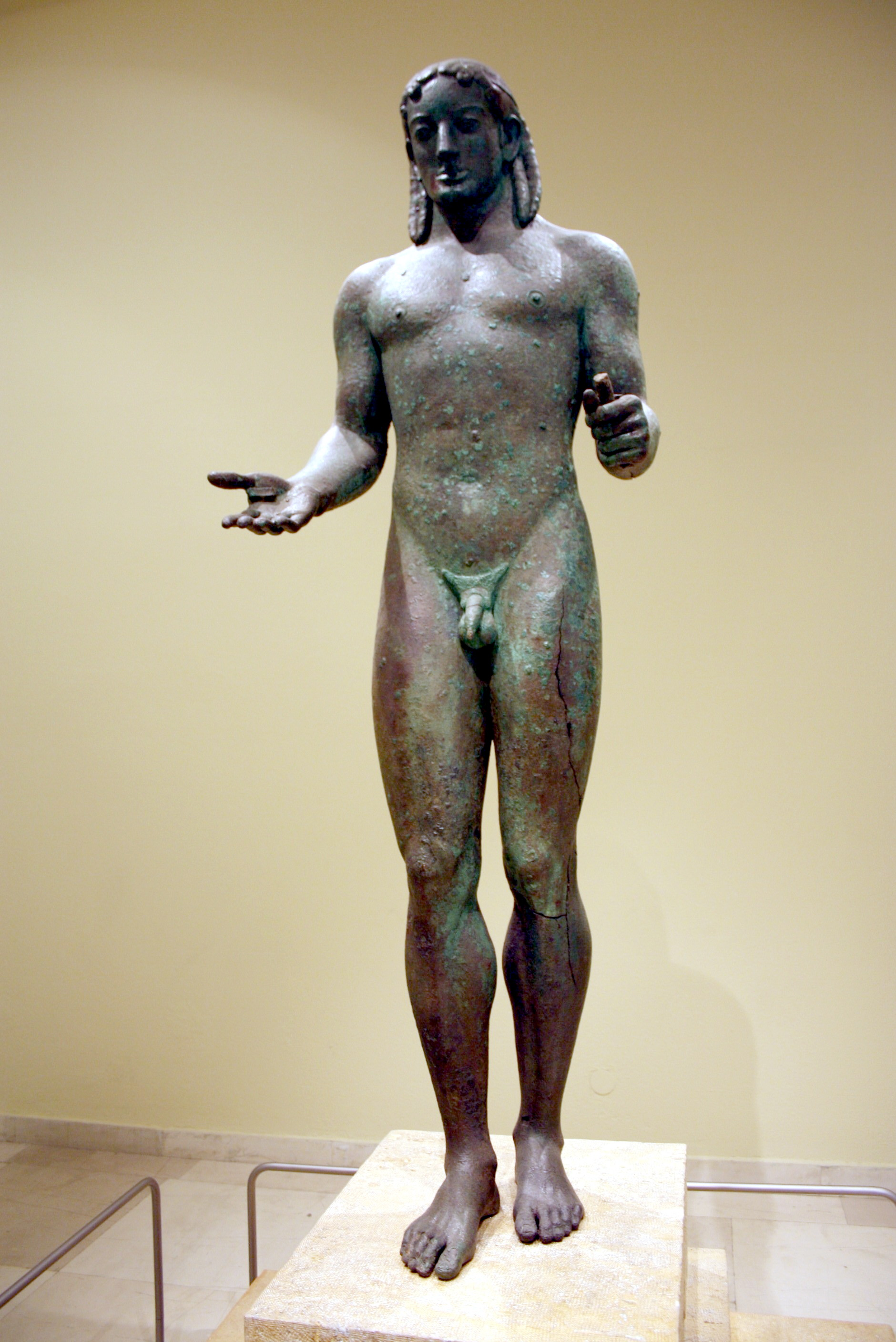
Piraeus Apollo